# 魏綺珊
魏綺珊（英語：Jo Ngai，1968年2月4日—），戲劇工作者，糊塗戲班創辦人兼行政總監，前香港電視新聞記者及主播，劇場空間董事局成員，藝術發展局藝術審批員，香港中文大學新聞與傳播學系客席講師，am730及晴報專欄作家。

## 新聞工作
魏綺珊曾就讀於長沙灣官立中學及寶血會上智英文書院，1989年畢業於香港中文大學新聞及傳播學系。成立糊塗戲班後任行政總監至今。
1989-1993年期間任香港無綫電視新聞部記者，1992年起任《六點半新聞報道》主播。1993-1995年期間加入有線電視擔任高級記者。1995年返回無綫，同年5月起接替陸嘉敏出任星期一至五《六點半新聞報道》的常規主播，並擔任採訪之工作。2001年獲英國志奮領獎學金，到華威大學深造國際政治一年。2005年3月27日(星期日)最後一次擔任無綫的新聞主播，4月1日正式離開無綫。
2005-2011年期間於香港機場管理局任傳訊經理，2011年開始專注糊塗戲班及無障礙劇團的工作。2011年3月28日與羅振邦擔任鳳凰衛視香港台首個節目《鳳凰衛視香港台啟播禮》主播。

## 戲劇工作
魏綺珊熱衷於話劇，畢業後與幾位中大校友組成「糊塗戲班」，擔任新聞記者期間，曾以藝名「高祖怡」擔任部分話劇的演出。
演出劇目主要包括：
- 糊塗戲班：
  - 《情盪後花園》(1994年)
  - 《糊塗唔過電》(1994年)
  - 《BB凍過水》(1997年)
  - 《婚紗上的煙頭印》(2000年)
  - 《禽畜集團》(2001年)
  - 《吉屋》(2004年)
  - 《七飛》之〈皆大驚喜〉(2004年)
  - 《靚太作死》之〈你滾紅，我滾綠〉(2006年)
  - 《爆谷殺人狂》(2007年)
  - 《離留記》(2008年)
  - 《起碼拉阿爸》(2009年)
  - 《情信》(2009年)
  - 《安娜與陳七》  (2010年)
  - 《惡童日記三部曲》(2012-16年)
  - 《愛妻家》(2013年)
  - 《一夫一妻》(2014年)
  - 《和媽媽中國漫遊》(2015年)
  - 《瑪麗皇后》(2018年)
  - 《二人候》(2020年)
  - 《二人纏》  (2021年)

- 劇場空間：《哲拳太極》（2006年）
- 香港中文大學四十周年校慶舞台劇《中大人家》(2003年)

除參與演出外，她亦擔任劇團的編劇與及劇本創作/翻譯工作。
- 編劇作品：
  - 《速遞羅密歐》（她更憑該劇獲提名香港戲劇協會1992年戲劇匯演最佳創作劇本）
  - 《失鐘》
  - Sense Chapter 1《雙感》之〈困Lift〉
  - 《逆風而行》
- 改編作品：《情盪後花園》、《七飛》、《天虹戰隊》，《螢火蟲》
- 翻譯作品：《BB凍過水》、《靚太作死》、《爆谷殺人狂》（與李展鑾聯合翻譯）

## 電視劇
- 1989年：香港電台《聽歌學英文》
- 2020年：ViuTV《男排女將》飾 魚仔及阿新媽媽(客串)

## 電影
- 2020年：《幻愛》飾 Dr. Chan

## 顧問
- 龍耳電視

## 軼事
她是早期無線電視新聞部曾回巢的女記者／主播，後繼者有吳宜婷、趙燕婷、龍惠榆及林可瑩。

## 外部連結
- 魏綺珊的Facebook專頁
- YouTube上的珊剛二人幫頻道

1. ↑  .   [2014-12-21]. （原始内容存档于2017-07-20）.
2. ↑  . 晴報. （原始内容存档于2016-09-24） （中文（繁體））.
3. ↑  . 糊塗戲班 （中文（繁體））.[]